# Megalopalpus angulosus
Megalopalpus angulosus is een vlinder uit de familie van de Lycaenidae. De wetenschappelijke naam van de soort is voor het eerst geldig gepubliceerd in 1911 door Grünberg.